# 车载电脑
车载电脑（on-board computer）是一种用于汽车的嵌入式系统，可以提供多媒体娱乐、GPS导航、游戏、上网、电话、汽车信息和故障诊断功能。车载电脑是专门针对汽车运行环境设计的，因此它具有抗高温、抗尘、  抗震功能。